# A nagy háború
A nagy háború (eredeti cím: La grande guerra) 1959-ben bemutatott fekete–fehér olasz–francia filmdráma. 1916-ban játszódik, az első világháborúban.

## Szereplők
- Alberto Sordi: Alberto Innocenzi
- Vittorio Gassman: Giovanni Busacca
- Silvana Mangano: Costantina
- Folco Lulli: Giuseppe Bordin
- Bernard Blier: Castelli
- Romolo Valli: Gallina
- Vittorio Sanipoli: Segre
- Nicola Arigliano: Giardino
- Geronimo Meynier:
- Mario Valdemarin:  Loquenzi
- Elsa Vazzoler:
- Tiberio Murgia: Rosario Nicotra
- Livio Lorenzon: Battiferri
- Ferruccio Amendola: De Concini